# پرور (مهدی‌شهر)
پَروَر یکی از روستاهای مازندرانی‌زبان بخش شهمیرزاد در استان سمنان است. این روستا در ۳۵ کیلومتری شهر شهمیرزاد و در دهستان پشتکوه واقع است. جمعیت این روستا در سال ۱۳۷۵، ۸ نفر (۳ خانوار) بوده است. منطقه حفاظت شده پرور که در سال ۱۳۵۵ مصوب شده، با وسعت ۶۴٬۸۴۴ هکتار در اطراف این روستا قرار دارد.
پرور در درّه‌ای واقع شده است که کوه‌های مرتفع آن را احاطه کرده‌اند. بلندترین کوه‌های پرور، کالورد و ایوار نام دارند که هر دو در جنوب آن واقع شده‌اند. رودخانه پرور که از کوه ایوار سرچشمه گرفته است از مشرق آبادی می‌گذرد و به رودخانه تجن می‌ریزد.

## پرور در فرهنگ جغرافیائی ایران
در فرهنگ جغرافیایی ایران جلد ۳، دربارهٔ پرور در سال ۱۳۲۹ آمده است:
«پرور قصبه از دهستان پشتکوه، بخش دودانگه شهرستان ساری، ۳۰ کیلومتری جنوب خاوری سعیدآباد، ۱۰ کیلومتری ملاده، کوهستانی، سردسیر، سکنه ۱۵۵۰ نفر، شیعه، زبان: فارسی و مازندرانی، آب از چشمه‌سار، راه مال‌رو و صعب‌العبور. محصولات عمده: گندم و لبنیات. شغل: زراعت و گله‌داری. صنایع دستی زنان: شال، گلیم، جاجیم و کرباس‌بافی.
توضیح: گله‌داری از مشاغل مهم سکنه محسوب می‌شود و عده‌ای گله‌های خود را حدود گرمه و جاجرم قوچان می‌برند. مراتع تابستانی پرور به کثرت و مرغوبیت معروف است.

## جمعیت
پرور یکی از نمونه‌های بارز و شاخص مهاجرت در جوامع روستایی ایران می‌باشد، این روستا که تا قبل از پهلوی دوّم حدود ۴۰۰ خانوار جمعیت داشت، بزرگ‌ترین روستای دودانگه مازندران بود و به تنهایی نیمی از جمعیت منطقهٔ پشتکوه را دارا بود و اکنون متروک و خالی از سکنه می‌باشد. بر اساس سرشماری جمعیت سال ۱۳۷۰، در پرور ۵ خانوار (۱۳نفر) زندگی می‌کرده‌اند.
| سال  | خانوار | جمعیت |
| ۱۳۲۹ | -      | ۱۵۵۰  |
| ۱۳۳۵ | -      | ۱۰۵۴  |
| ۱۳۴۵ | ۱۹۵    | ۱۰۰۵  |
| ۱۳۵۵ | ۸۷     | ۳۵۹   |
| ۱۳۶۵ | ۰۶     | ۲۴    |
| ۱۳۷۰ | ۰۵     | ۱۳    |
| ۱۳۸۰ | ۰      | ۰     |
| ۱۳۹۰ | ۰۸     | ۲۳    |

## گویش پروری
دانشنامه تبرستان و مازندران ذیل گویش پروری چنین نقل نموده است، لهجه پروری شاخه ای از زبان تبری است.

## ایل پرور
طایفه پروری از گروه‌های مازندرانی زبان و دارای ساختار ایلی و عشیره‌ای و دامداری بر پاییه کوچ‌اند.
محل زندگی آنها در مرزهای جغرافیایی و فرهنگی کومش و تبرستان بوده است. خاستگاه اصلی طایفه پروری روستای پرور است که در گذشته، بخشی از دودانگه ساری بود و هم‌اکنون در استان سمنان واقع است.
گویش طایفه پروری، مازندرانی است و با لهجهٔ مردم دودانگه مازندران و روستاهای هزارجریب بهشهر قربت دارد.
ناصرالدین شاه در سفرنامه خراسان در گذر از خرند به فولاد محله، اشاره‌ای به سیاه چادرهای ایلات پلوری دارد.
در فرهنگ جغرافیایی ایران آمده است: مراتع تابستانهٔ پرور به کثرت و مرغوبیت معروف است. پس از غارت امیر اعظم قاجاری و غارت حدود چهل هزار راس دام پروری‌ها، شمار دام در منطقه به شدت کاهش یافت و فقر بر منطقه مستولی شد.
پروری‌ها تنها عشایر استان هستند که از دیرباز مراتع یکپارچه و مستقل تابستانه داشتند.
الگوی کوچ پروری‌ها مانند عشایر سنگسری نیمه رمه گردانی است.
در پرور سازمان اجتماعی قوام یافته‌ای با هفت طایفه وجود داشت و هر طایفه به چند تیره و هر تیره به چند خانوار تقسیم می‌شد.
طایفه‌های پرور شامل درزی، رئیس، غازی، قارقچی، کلیج ملک، درویش و ازغال است.

### طوایف ایل پرور
طایفه‌های پرور شامل درزی، رئیس، غازی، قارقچی، کلیج ملک، درویش و ازغال است.

#### طایفه درزی
طایفه درزی شامل تیره گودرزی می‌شود

#### طایفه رئیس
طایفه رئیش شامل تیره‌های زیر می‌شود:
1. رئیسیان
2. خسروی
3. جمشیدی
4. ملائیان

#### طایفه قرقچی
طایفه قرقچی شامل دو تیره بزرگ به نام احمدیان (کاردواله) و محمودیان (قارقچون) می‌شود.
تیره احمدیان شامل زیر تیره‌های زیر می‌شود:
1. احمدیان
2. قرقچی
3. روحانی
4. حقدوست
5. بزین
6. رشیدی

تیره محمودیان شامل زیر تیره‌های زیر می‌شود:
1. محمودیان
2. یزدانی

#### طایفه درویش
طایفه درویش شامل تیره درویش می‌شود.

#### طایفه کلیج ملک
طایفه کلیج ملک شامل تیره ملکی می‌شود.

#### طایفه غازی
طایفه غازی شامل تیره‌های زیر می‌شود:
1. قاضی نژاد
2. قاضی پور
3. قاضی نسب
4. قاضی فر

#### طایفه ازغال
این طایفه اکنون با این نام شناخته می‌شود.

## پرور در گسترهٔ تاریخ
در افسانه‌های مردم منطقه آمده است: رستم، هنگام رفتن به مازندران برای نبرد با دیو سفید، از راه «رسم‌رودبار» عبور کرده و شبی را در آن‌جا اتراق می‌کند. به همین دلیل آن‌جا را «رستم‌رودبار» نامیدند که به مرور به رسم‌رودبار تبدیل شد. روز دیگر این یل افسانه‌ای به چمنزاری خوش و مرغزاری خرم می‌رسد. رخش خود را در چمن‌زار آن‌جا به چرا رها می‌کند و خود در زیر نور آفتاب می‌خوابد. رخش از «زال چشمه» آب می‌خورد و به کشتزاری وارد می‌شود. دشتبان آن سامان با دیدن رخش خشمگین شده، بر سر رخش می‌کوبد، به رستم ناسزا می‌گوید و پرخاش می‌کند. رستم دو گوش مرد را می‌کند و در دستش می‌گذارد و آن‌جا را از آن پس گوشپاره یا «گوشواره» نام نهادند. دشتبان مجروح و خون آلود و در حالی که دو تکه گوشش را در کف دستش گرفته بود نزد اولاد یک چشم پهلوان و مالک اولاد محله (فولاد محله کنونی) می‌رود. اولاد و سپاهش با رستم می‌جنگند، اما در نبرد با رستم شکست می‌خورند و اولاد دستگیر می‌شود.
این افسانه خلاصه‌ای است از آنچه که حکیم فردوسی در خوان پنجم شاهنامه آورده.
| همه جامه برتنش چون آب بود    |  | نیازش به آسایش و خواب بود        |
| لگام از سر اسپ برکرد خوار    |  | رها کرد بر خوید و کشتزار         |
| چو در سبزه دید اسپ را دشتبان |  | گشاده زبان شد دمان و دنان        |
| سوی رستم و رخش بنهاد روی     |  | یکی چوب زد گرم بر پای اوی        |
| چو از خواب بیدار شد پیلتن    |  | بدو دشتبان گفت کای اهرمن         |
| چرا اسپ در خوید بگذاشتی      |  | بر رنج نابرده برداشتی؟           |
| ز گفتار او تیز شد مرد هوش    |  | بجست و گرفتش یکایک دو گوش        |
| بیفشرد و برکند هر دو ز بن    |  | نگفت از بد و نیک با او سخن       |
| سبک دشتبان گوش‌ها برگرفت      |  | غریوان از و ماند در شگفت         |
| بدان مرز، اولاد بد پهلوان    |  | یکی نامداری دلیری جوان           |
| بشد مرزبان نزد او با خروش    |  | پر از خون سر و دست و کنده دو گوش |
| بدو گفت مردی چو دیو سیاه     |  | پلنگینه جوشن وز آهن کلاه         |
| برفتم که اسپش برانم ز کشت    |  | مرا خود به اسپ و به کشته نهشت    |
| مرا دید و بر جست و یافه نگفت |  | دو گوشم بکند و همان‌جا بخفت       |

فراتر از افسانه‌ها، کاوش‌های باستان‌شناسی نشان از رونق و آبادانی این منطقه در عصر باستان دارد.
از مسیر خرند به رسم‌رودبار و فولادمحله جاده‌ای باستانی می‌گذشت که به مازندران و خراسان می‌رفت. دشت فولادمحله که روزگاری «سلطان‌میدان»۵ نام داشت و مورد توجه پادشاهان بود، چهارراهی باستانی بود که ارتباط شمال و جنوب رشته‌کوه البرز را برقرار می‌ساخت.

### پروریج‌آباد
در گذشته پرور واقع در جنوبی‌ترین نقطهٔ دودانگه بود. از آن سو، در شمال دودانگه روستایی به نام پروریج‌آباد جای داشت که از دید نام‌گذاری همانندی فراوانی با پرور داشت. امروزه بر پایهٔ تقسیمات جدید هر دوی این روستاها از دودانگه جدا شده‌اند ولی گمانه‌زنی‌هایی که دربارهٔ خاستگاه نام‌گذاری پروریج‌آباد وجود دارد احتمال وجود پیوند تاریخی میان این دو روستا را نیرو می‌بخشد.
گمان نخست:
برخی بر این باورند که شماری از پروری‌ها که کار اصلی‌شان دامداری بود از روستای خود کوچ نمودند و در پروریج‌آباد ماندگار شدند. چون در زبان مازندرانی «یج» برای نسبت به کار می‌رود، (مانند یوشیج به معنی اهل یوش، سورتیج به معنی اهل سورت کلمیج به معنی اهل کلیم) مکان جدید که کوچندگان پروری در آن ماندگار شدند به «پروریج‌آباد» آوازه یافت.
گمان دوم:
برخی دیگر را گمان بر این است که در گذشته مردمانی از روستای پرور به پروریج‌آباد کوچ کرده و کسان دیگری هم از روستای وری چهاردانگه به این منطقه کوچیدند که نتیجتاً پس از مدتی با هم آمیختند و واژهٔ پروریج‌آباد پدید آمد.

### مقبرهٔسیّد تاج‌الدّین(حاکمهزارجریب)

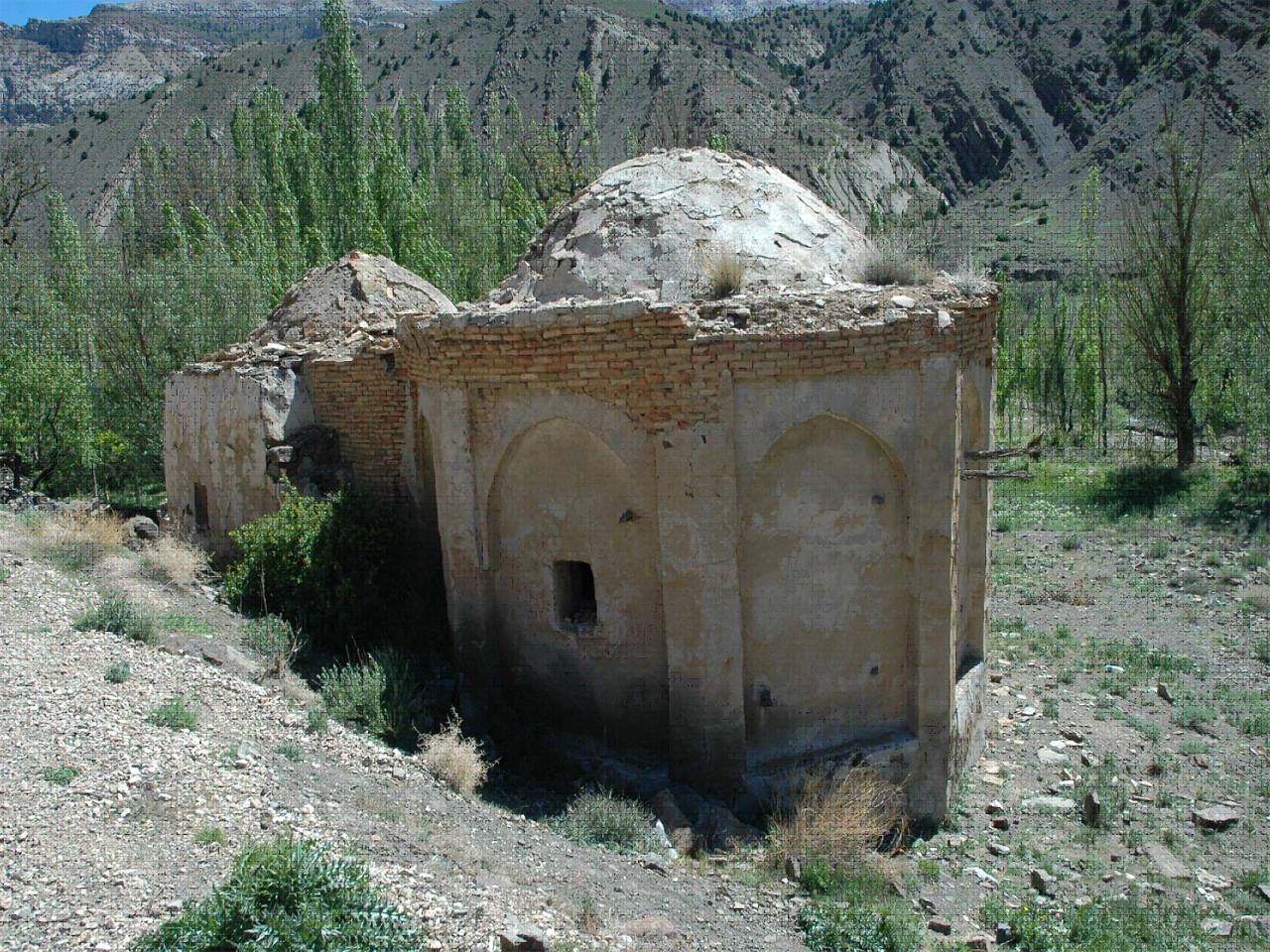
آرامگاه سید تاج‌الدین حاکم هزارجریب

این مقبره در پرور قرار دارد. این بنای خشتی که مربوط به دورهٔ ایلخانیان می‌باشد. از دو اتاقک متصل به هم یکی با پلان شش‌گوش و دیگری با پلان مربع ساخته شده است. بر فراز هر اتاق دو گنبد کاسه‌ای به چشم می‌خورد که اگر چه دست روزگار آسیب‌هایی بر آن زده، اما هنوز زیبایی و لطف خود را حفظ کرده است. بنای اصلی مقبره (شش‌گوش) مربوط به دورهٔ ایلخانیان و بقیهٔ بنا (چهارگوش) در دوره‌های بعد به آن الحاق شده است. ورودی مقبره از دالانی است که متصل به اتاقک چهارگوش می‌باشد. نور داخل مقبره را چهار پنجره کوچک تأمین می‌کند. ضریح داخل مقبره سید تاج الدّین که کاری است نفیس و گران‌بها، هم‌اکنون در سازمان میراث فرهنگی استان سمنان نگهداری می‌شود. در سال ۱۳۵۷ خورشیدی و در بحبوحهٔ انقلاب، قاچاقچیان میراث فرهنگی تصمیم داشتند آن را از کشور خارج کنند که موفق نشدند. این ضریح نفیس منبّت و معرّق‌کاری شده به ابعاد ۲۵۰ × ۹۳ سانتی‌متر و با ارتفاع ۱۲۰ سانتی‌متر دارای کتیبه‌هایی منبت‌کاری شده مربوط به سال ۸۵ هـ.ق. می‌باشد. دیواره‌های اطراف به صورت هندسه نقوش، شمسه، پنج‌ضلعی‌های منتظم و اسلیمی کار شده است. چوب‌های دور شمسه‌ها و حواشی رنگ‌شده می‌باشد. حاشیه‌ها نیز اسلیمی کار شده است.
در دیوارهٔ این ضریح نوشته شده است: «هذا روضة الانوار و مخزن الاسرار حضرت العلیه العالیه، مهبط فیضان القدسیه مواهب الربانی سرالله فی الارض، وارث علوم الانبیاء و المرسلین، کاشف الدقایق هادی الخلایق، امیر تاج الحق والملّه و الدّنیا و الدّین الحسینی قدّس سره و انا الله برهانه وصلی الله الی جوار تعالی فی اربع ربیع الاول سبع و خمسه و ثمانیه.»
«اللهم صل علی محمد المصطفی و صل علی علی المرتضی و حسن الرضا و الحسین الشهید بکربلا و علی زین العابدین و محمد الباقر و جعفر صادق و موسی الکاظم و علی الموسی الرضا و محمد التقی و علی النقی و حسن العسکری و حجه القائم الامام محمد المهدی صلوات الله علیهم اجمعین.»
هم‌چنین نوشته شده است: عمل استاد عبدالشاه شرف سمنانی سال ۸۵۷ هـ.ق. در حاشیه این ضریح در چهار طرف سوره فتح کنده‌کاری شده است.
روی ضریح قطعهٔ چوبی به ابعاد ۵۲×۲۰۰ سانتی‌متر با ارتفاع ۳۰ سانتی‌متر با حواشی پایینی به شکل هندسه نقوش و معرق‌کاری شده می‌باشد، در قسمتی از آن استخوان جاسازی شده است.
در بالای ضریح نیز یک ردیف نقوش هندسی و در بالای آن به صورت نقوش اسلیمی وجود دارد. در قسمت بالای ضریح یک کتیبه به خط کوفی بنایی با عبارت محمد و علی به شکل قرینه به چشم می‌خورد.

### دورهٔ صفویه
از عصر صفویه دو کاروان‌سرا باقی مانده است: کاروان‌سرای سرتنگه و رباط خرند که مردم منطقه به آن کاروان‌سرای شاه‌عباسی می‌گویند. در باور مردم منطقه، شاه‌عباس شخصی بود که شهرها، بناها و راه‌های زیادی را آباد نموده است و برای رفاه حال مسافران کاروان‌سراها بنا کرد. حتی در افسانه‌های مردم وی انسانی هوشمند و دانا توصیف شده است که در لباس درویشی به میان مردم می‌آید تا از حال و کار و اوضاع آن‌ها باخبر شود.
در گذشته از سمنان به مازندران چند مسیر وجود داشت: یکی از آن مسیرها، مسیر رسم‌رودبار و فولادمحله بود. مسیر دیگر که در حقیقت راه تابستانی بود، از سمنان آغاز شده و از سنگسر، شهمیرزاد، ده صوفیان، گردنهٔ خینگ، شلی و ملاده می‌گذشت و به مازندران ختم می‌شد. مسیر زمستانی نیز از سمنان شروع شده و از سنگسر، شهمیرزاد، ده‌صوفیان، خرند، پرور و ملاده می‌گذشت و به مازندران ختم می‌شد. کاروان‌سرای سرتنگه و رباط خرند در مسیر زمستانی بنا شده است.
کاروان‌سرای سرتنگه در پانصد متری غرب ییلاق خرند واقع است. این بنا از نوع کوهستانی و مسقف و چهارگوش به ابعاد ۱۴×۱۶ متر می‌باشد که با سنگ و ملاط گچ ساخته شده است. سقف بنا با طاق‌های جناقی و گنبدهای کوچک پوشانده شده است. نورگیرهایی نیز روی سقف تعبیه شده است و تنها سقف کاروان‌سرا از سطح زمین ارتفاع دارد. ورودی بنا در ضلع شرقی پایین‌تر از سایر قسمت‌ها می‌باشد. پایه‌ای به صورت شمع زیر سقف شمع زده شده که نشان می‌دهد در آن زمان قسمت‌هایی از سقف در حال ریختن بوده است.
رباط خرند در فاصلهٔ دو کیلومتری کاروان‌سرای سرتنگه بنا شده است. امروزه جاده خاکی اتومبیل رو از کنار آن می‌گذرد. این بنا دارای یک سالن با یک در ورودی از سمت غرب می‌باشد. مصالح آن از سنگ و ملاط گچ می‌باشد.

### دورهٔ قاجار
در سفرنامه‌هایی که از دورهٔ قاجار به‌جا مانده است از جمله «استرآبادنامه» اثر لیوتنان کلنل برسفردلوات (۹۹–۱۲۸۹)، «سفرنامهٔ خراسان» اثر ناصرالدّین‌شاه قاجار (۱۳۰۰ه‍.ق)، «روزنامهٔ سفر خراسان» اثر علینقی حکیم‌الممالک و «مطلع‌الشمس» اثر محمدحسن‌خان اعتمادالسلطنه اشاراتی به منطقه شده است.
ناصرالدین‌شاه در سفرنامه‌اش ضمن شرح خواندن مرغ «غزلاخ»، از بلدرچین، گل‌های نسترن، درختچه‌های زرشک و فراوانی «شکار آرغالی» می‌گوید و در ادامه می‌نویسد: 
«رسیدیم به درّه‌ای که زراعت زیادی داشت. این درّه می‌رود به رضاآباد سمنان. زارعین این درّه پلوری هستند. مقبرهٔ امامزاده در بین راه دیده شد. شرح این امامزاده را در هیجده سال قبل که از خراسان مراجعت می‌کردم مشروحاً در روزنامه نوشته بودم که متولّی پیر شلی داشت. امسال هم همان متولی پیر شل در آن‌جا دیده شد که هنوز متولی است.»

در مسیر خرند به فولادمحله می‌نویسد: 
«سه میدان اسبی که راندیم درّه تمام شد و به وسعت‌گاهی رسیده، راه باز شد، امّا باز جاده تنگ بود. همه جا زمین بوته گَوَن داشت و کوه‌ها درخت سرو و اورس، صحرا و کوه تماماً سبز و خرم و خیلی باصفا بود… همه جا از توی چمن رانده تا رسیدیم به چمن رسم و رودبار که سبزه و علف تا کمر اسب می‌آمد و خلاصه در همین چمن آفتاب‌گردان زدند… از برای منزل از چمن رسم و رودبار که گذشتیم راه تنگ شد. طرفین کوه بود. عرض درّه زیاده از صد قدم نبود، امّا زمین باز همه‌جا چمن بود و ایلات پلوری همه توی درّه چادر زده بودند.»
کلنل لوات نیز در سفرنامه‌اش می‌نویسد؛ هنگامی که به چمن خرند رسیده بود، شبان‌ها مشغول جمع‌کردن علوفهٔ زمستانی و در شرف حرکت به سمت قشلاقات مازندران بودند. او می‌نویسد که پس از گذر از درّهٔ هسکو (اورازدره) به رسم‌رودبار رسید و در آن‌جا به مسافتی در حدود یک فرسنگ سیاه‌چادر (از رسم‌رودبار تا گونو) در طول راه اشاره شده است که دامداران برافراشته بودند.
در زمان ناصرالدین‌شاه حاکم دودانگه ابراهیم‌خان (سرتیپ) ملقب به سالار افخم بود. مرکز حکومت وی در ملّاده بود. عمارت و باغ زیبایی در آن‌جا بنا نموده بود که هم‌اکنون نیز باقی است و جزو آثار میراث فرهنگی استان سمنان می‌باشد. طبق نوشتهٔ کلنل لوات وی یک باغ وسیع با درختان کهن چنار در فولادمحله داشت که به باغ سرتیپ مشهور بود.
صنیع‌الدوله در سفرنامه مطلع‌الشمس می‌نویسد:
«... امتداد چمن خرند از شرق به مغرب است و کوه‌های سمت شمالی آن متصل به دودانگه هزارجریب و جبال طرف شمال شرقی به سوادکوه اتصال دارد. ارتفاع خرند از طهران، هزار و صد ذرع است. از جاسم تا خرند شش ساعت و ربع راه است. از چمن خرند که مسافر حرکت نماید، منزل فولادمحله است و راه شش ساعت و ده دقیقه و ابتدا می‌نماید در دره وسیعی که آن درّه در دو طرف شمال شرقی چمن خرند واقع است و در دو سلسله‌جبال طرفین راه درخت‌های اورس و نسترن کوهی دیده می‌شود. جبال طرف دست راست جاده محاذی بلوک سنگسر و شه‌میرزاد (شاه‌میرزاد) سمنان است و کوه‌های طرف یسار برابر است با اواخر بلوک سوادکوه و ایل دودانگه هزارجریب پس از طی یک فرسخ راه و درّه به سمت شرق، جنوب شرقی مایل می‌گردد و اندک اندک جبال طرفین به یک‌دیگر نزدیک شد و تنگه تشکیل می‌دهد. در این‌جا راه سراشیب و سنگلاخ و صعب می‌باشد و اشجار جبال اطراف زیاد می‌شود و بعضی چشمه‌ها از درّه‌های کوچک طرفین جاری گردیده و به‌هم پیوسته روزی می‌گردد که عابرین از آن به زحمت عبور می‌کنند. این تنگه که تقریباً هزار قدم مسافت دارد موسوم به پلور و اُرازتنگه می‌باشد. قریه پلور در نزدیکی تنگه است و در طرف دست چپ آن قرای تُم و تلاجیم و کاورد و کلیم می‌باشد و سکنه این قراء چهارصد خانوار است که در زمستان در قرای مزبوره قشلاق می‌نمایند و در بهار و تابستان در جبال این نواحی و چمن رسم‌رودبار ییلامیشی دارند.
از تنگه پلور گذشته چمن رسم‌رودبار است در کمال سبزی و خرمی و ارتفاع آن از طهران نهصد ذرع می‌باشد. در انتهای این چمن دو درّه است، یکی در طرف جنوب شرقی که از آن به آهوان و سمنان می‌روند. دیگری در سمت شرق که راه فولادمحله است.

چشمه‌های متعدد در چمن رسم‌رودبار است که ارضی حوالی را مزروع و سیراب می‌سازد. در میان راه رسم‌رودبار و فولادمحله چشمه‌های آب سرد دیده می‌شود و در کوه‌های طرفین راه اشجار جنگلی بسیار است.»

## یورش‌ها

### هجوم ترکمانان
به استناد گفتهٔ کهنسالان و کتاب‌ها و سفرنامه‌های تاریخی، یکی از معضلاتی که مردم منطقه در عصر قاجار (یا پیش از آن) با آن دست به گریبان بودند، هجوم ترکمانان بود. این هجوم، به منظور غارت، چپاول اموال و احشام بود. مردم منطقه تدابیر مختلفی برای دفاع به کار می‌گرفتند. به عنوان مثال در نقطه‌ای در «گونو» گلوگاه راه اصلی را با دیوار سنگی مسدود می‌کردند به همین دلیل آن‌جا را «بسته» می‌نامیدند که هم‌اکنون نیز به همین نام خوانده می‌شود. گلوگاه مورد اشاره مکانی است تنگه مانند که در آن‌جا راه باریک می‌شود. مسدود کردن راه به منظور اختلال در حرکت و کاهش سرعت مهاجمین و سرگرم‌کردن آن‌ها بود، تا مردم باخبر شوند. از کوه‌های بالای «بسته» به سمت ترکمانان تیر و سنگ پرتاب می‌شد.
از یکی از قراول‌خانه‌های مشرف بر «بسته» که روی قلهٔ کوهی بنا شده بود، دودی عظیم برپا می‌شد. این دود به منزلهٔ اعلام خطر بود. پیام از قله‌ای به قلهٔ دیگر به سرعت منتقل می‌شد تا به پرور می‌رسید. می‌گویند در نزدیک تنگهٔ پرور، مردم حدود چهل مهاجم ترکمان را، به هلاکت رساندند و سرهای آن‌ها در آن حوالی دفن کردند. این مکان را «چهل‌کلّه» می‌نامند. کهن‌سالان چهل‌کلّه را نماد مقاومت و شجاعت تاریخی خود می‌دانند.

### حملهٔ امیراعظم
امیراعظم در سال ۱۳۳۰ هـ. ق به حکومت سمنان، دامغان و شاهرود منصوب شد. امیراعظم از نوادگان فتحعلی‌شاه و برادرزادهٔ صدراعظم مشهور ایران عین‌الدوله بود.
امیراعظم به بهانهٔ برخورد با محمدجان سلطان به پرور حمله کرد. اسماعیل هنر یغمایی که منشی صدراعظم بود، ماجرای حمله به پرور را این‌گونه آورده:
 «در هشت فرسنگی سنگسر از توابع سمنان قریه‌ای است به نام پرور که جزو استان مازندران است. رضاآباد واقع در سه فرسنگی پرور و پنج فرسنگی سنگسر دارای آب و عرصه و چمن و علفزاری است که جزو خاک سنگسر و محل تعلیف احشام و اغنام است. حسین نام از اهالی منصورکوه دامغان مادیان خود را در چمن رضاآباد برای تعلیف می‌فرستد. پس از چند ماه که می‌رود مادیان را بیاورد، مادیان را نمی‌بیند. به او می‌گویند مادیان تو را کسان محمدسلطان پروری برده‌اند. صاحب مادیان خدمت امیر شکایت می‌برد. از جانب امیر نامه‌ای به محمدسلطان نوشته می‌شود که مادیان حسین را مسترد دارد. پس از چندی شاکی بازمی‌گردد و می‌گوید محمدسلطان مادیان مرا نداد و کتکم زد و نامهٔ شما را به دهنم گذاشت که بخورم و چنین و چنان کرد.
امیر به شدت خشمگین شد و به عین‌الدوله عموی خود که رئیس‌الوزرا بود، تلگراف کرد و جریان موضوع را به او گزارش داد و یادآور گردید که من تاب تحمل این اهانت را ندارم. به شاهزاده رکن‌الدوله بنویسید که در این مورد رسیدگی کند و در صورت صحت موضوع در این مورد رسیدگی کند.
پس از مدتی جواب می‌دهد که شکایت صاحب مادیان بی‌ربط بوده است. امیر ناچار شخصاً به پرور می‌رود و محمدسلطان را مجازات می‌کند. در آن موقع مسعودالملک پسر انتصارالسلطنه و امراله‌خان سنگسری را مأمور این کار می‌کند. نامبردگان شبانه با یک عده سوار به پرور می‌روند و محمدسلطان و کسان او را دستگیر می‌کنند. البته با مقاومت اهالی مواجه می‌شوند و از اهالی پرور پنج نفر کشته و تعدادی زخمی می‌شوند. خانهٔ محمدسلطان و اهالی غارت می‌شود و کلیهٔ مردان را در خانهٔ محمدسلطان زندانی می‌کنند. امیر که با سواران خود به پرور نرفته بود، صبح همان شب از سنگسر حرکت کرد و نهار را در سر آب رضاآباد خورد و سه ساعت به غروب وارد پرور شد. زن‌های پروری روی تپهٔ بلندی گرد آمده بودند و با زبان مازندرانی آه و زاری می‌کردند و ناسزا می‌گفتند.
امیر پس از ورود به پرور در خانهٔ محمدسلطان سکنی گزید و مردان پروری را که در آنجا زندانی بودند آزاد کرد. روز بعد اهالی پرور شیخ‌علی‌نام پیر و ملای ده را نزد امیر واسطه قرار دادند تا مگر امیر دستور استرداد اموال اهالی را صادر کند. امیر که از واسطه و شفاعت بدش می‌آمد، دستور داد ریش ملا شیخ‌علی را که بیش از حد معمول بلند بود کندند و او را کتک مفصلی زدند و به زندانش افکندند.
محمدسلطان اظهارات حسین منصور دامغانی را جداً تکذیب کرد و گفت مرقومهٔ امیر روی رف خانهٔ من موجود است. اگر امیر باور ندارند، می‌توانند یکی از نوکرها را بفرستند که نامه را بیاورد. یکی از نوکرها با محمدسلطان رفتند و عین نامه را آوردند. امیر خیلی متأثّر شد، اما تأسّف فایده‌ای نداشت. برای حمل بنه و اثاثیهٔ غارت شده از پرور مأمورینی به اطراف فرستاده شده بود که مال را بیاورند. در قریه زیارت نزدیکی پرور که مدفن امامزاده‌ای است، از سیّدی که متولی امامزاده بود، مادیانی آورده بودند و محمولات را قبل از صبح بار کرده بود و از پرور رفته بود. دو ساعت از روز برآمده بود که امیر می‌خواست از پرور حرکت کند. صاحب مادیان آمد و در منزل امیر نشست و مادیانش را مطالبه کرد. امیر توسط عباس‌خان ناصرلشکر دامغانی به سیّد پیغام فرستاد که مادیان تو را بنه بار کرده‌اند و برده‌اند، از بین راه مادیان تو را برمی‌گردانند، از اینجا برو. سیّد باور نکرد، یا می‌خواست شخصاً با امیر گفتگو کند و شاید هم توقع انعام داشت.
امیر به من گفت برو و سیّد را راضی و مطمئن کن که مادیانش را برمی‌گردانند. من رفتم و هرچه به سیّد اصرار کردم که برود نپذیرفت. گفتم اگر نروی امیر متغیّر می‌شود و اسباب زحمت من و تو خواهد شد، من ضمانت می‌کنم مادیان تو را از دو فرسخی برگردانند. هرچه به سیّد اصرار کردم نتیجه‌ای نگرفتم. امیر هم می‌خواست حرکت کند و میل نداشت به سیّد تغیّری کند، اما سیّد لج کرده بود و رد نمی‌شد. ناچار امیر بیرون آمد و امر کرد او را بزنند. مثل اینکه سیّد هم همین را می‌خواست.
آدمِ من قبلاً با بنه رفته بود و عبای مرا فراموش کرده بود ببرد. خودم هم بعد از حرکت امیر به منزل برنگشتم که آن را بردارم. پس از طی دو فرسنگ که به مال‌های بنه رسیدیم، امیر دستور داد مادیان متولّی امامزاده را برگردانند. به امیر گفتم آدم من عبای مرا فراموش کرده بیاورد، اگر اجازه می‌دهید آدم من با مادیان سیّد برود و عبای مرا هم بیاورد. امیر گفت اگر آدم تو حالا به پرور برود محتمل است زنده برنگردد، از عبا گذشتن اولاتر. مادیان سیّد را شخص پروری برگرداند. در سر آب رضاآباد که برای صرف نهار پیاده شدیم، دیدیم محمدسلطان و دو پسرش هم جزو هم‌قطارها هستند و شیخ ملاعلی پروری هم با ریش کنده شده و حال نزار همراه است.

یکی از آدم‌های من مرا به ملا شیخ‌علی معرفی کرده بود. در بین راه ملا خودش را به من رسانده و گفت؛ شیخ علی خوری۱۶ مدتی در مازندران نزد او تحصیل می‌کرده است، و درخواست کرد که نزد امیر وساطت کنم تا اجازه دهد به پرور بازگردد. گفتم توسط نمی‌توانم کرد، ولی ممکن است در موقع مقتضی بتوانم کاری برایت انجام دهم. اتفاقاً امیر متوجه شد که من با ملا پروری دارم گفتگو می‌کنم، گفت: مگر با این ملای پروری آشنایی داری؟ گفتم او با شیخ‌علی نام از اهالی خور که من با وی قرابتی دارم آشنا است و معلم وی بوده است. به همین نسبت خود را به من نزدیک کرده است، گناهی هم ندارد. امیر گفت حالا که با تو آشنا درآمده، باید مهماندار او باشی. نزد تو بماند و پیش از اینکه ریش بلند شود، چند بار به حمام برود و رنگ و حنا بگذارد، محترمانه مدتی بماند تا اینکه ریشش بلند شود، مثل روز اول. آنگاه یک عبا به عنوان خلعت و پنجاه تومان نقد به رسم انعام به او بدهید و او را مرخص کنید. اگر با این حال که الان دارد او را روانه کنیم، شاهزاده رکن‌الدوله آن را پیراهن عثمان می‌کند و به تهران می‌فرستد که در خانهٔ مهاجر و انصار برود و شکایت کند. به همین ترتیب عمل شد. محمد سلطان و پسرانش هم قریب یک ماه بودند و با انعام و خلعت به پرور باز گردانیده شدند.»
چراغعلی اعظمی سنگسری در کتاب «تاریخ سنگسر – مهدی شهر» پیرامون امیراعظم آورده:
«در سال ۱۳۲۴هجری به حکومت استرآباد مأمور شد و به خوبی از عهدهٔ آن برآمد. در اوایل سال ۱۳۲۷ به اروپا مسافرت کرد و پس از گذرانیدن یک سال در لندن و پاریس و بروکسل در سال ۱۳۲۸ به تهران آمد و برای دومین بار به حکومت استرآباد و سمنان و دامغان و شاهرود رسید. در همان سال رئیس اردوی شمال و مأمور سرکوبی سالارالدوله شد که در حدود مازندران به شرارت مشغول بود. در ۱۳۲۹ معاونت وزارت جنگ را یافت و پس از یک سال باری دیگر به حکومت سمنان و دامغان و شاهرود منسوب شد و از هرج و مرج آن دوره استفاده کرده، به ظلم و جور و چپاول و غارت اموال و تصرف املاک مردم دست یازید…
در سال ۱۳۳۳هجری قمری در دهکدهٔ عباس‌آباد که در یک فرسنگی دامغان که تعلق به او داشت به دست اسماعیل‌خان شجاع‌لشکر دامغانی که برادرش را کشته بود و ایازوردی ترکمان محافظ خودش در سن سی و شش سالگی به قتل رسید و جنازهٔ او را به شاهرود بردند و مدفون ساختند…
امیراعظم برای رونق اندرون خود خواهان وصلت با چند خانوادهٔ سرشناس سنگسری شد، اما هیچ‌یک راضی به آن نشدند، گرچه این کار برای بعضی گران تمام شد…
امیر همواره به فکر مال‌اندوزی و توسعهٔ املاک خود بود و این به بی‌خانمانی و دربه‌دری مردم و روستاییان می‌انجامید…

امیر را صفات متضاد بود. هرزگری، غارتگری، پهلوانی، نطق و بیان فصیح، نویسندگی، حُسن خط، شجاعت و دلیری و بی‌باکی همه در وجود او جمع بود.»
اسماعیل مهجوری در «تاریخ مازندران» می‌گوید که محمدجان سلطان بر پروریان ریاست داشت. هم‌چنین آورده که در حمله به پرور از هفتصد سوار و دو عراده توپ استفاده شده است. در ادامه می‌گوید: 
«سپاهیان امیراعظم نخست پرور را محاصره کردند، با شلیک تیر چهار نفر را کشتند و خانه‌های محمدجان سلطان و دیگر روستاییان آن دهکده را غارت کردند. سی و پنج هزار گوسفند و دویست تا چهارصد اسب و قاطر را به چپاول بردند و خود محمدجان سلطان را با چهارده پسر و خویشاوند دستگیر کردند. امیراعظم چون مسافتی دور شد، پدر و پسران را به حضور برد تا به توپ ببندد، ولی همین که نامهٔ خود را که گزارش دروغ، پاره و به خورد داده شده قلمداد شده بود، سالم دید، از کشتنشان چشم پوشید. پروریان سه تا چهار ماه در شاهرود زندانی بودند، پس از آن آزاد شدند. امیراعظم در سال‌های پایان زندگی با مردم به خشونت و ستمکاری رفتار می‌کرد و املاک مردم را به زور تصاحب می‌نمود و کرداری ناخوش داشت.

در دستگاه امیر اعظم دو برادر بودند که یکی از ایشان در شکارگاه هدف گلولهٔ او قرار گرفت و چنان نموده شد که آن تیر به خلاف هدف رفت. برادر مقتول اسماعیل شجاع‌لشکر آن را عمدی دانسته، در صدد انتقام برآمد. آراز ترکمن نیز جوانی بود که امیر به او دلبستگی بسیار داشت و دختری را نیز به عقد او درآورد. آراز هم از نظر تجاوز به ناموس از امیر بدگمان و رنجش داشت. پس این دو با هم پیمان بسته، مترصّد کشتنش بودند و هنگامی که امیراعظم در دهکدهٔ دولت‌آباد یا عباس‌آباد شش کیلومتری دامغان به سر می‌برد، شوال سال ۱۳۳۳ قمری برابر ۲۹ سپتامبر ۱۹۱۵م، شبانه پس از خوردن شام به زندگانی‌اش پایان دادند. کشندگان نیز پس از چندی به فشار دولت، به دست ژاندارم‌ها کشته شدند.»
در حملهٔ امیراعظم به پرور پنج تن کشته شدند. یکی از آن‌ها تقی از تیره رئیس بود که به دست وردی‌خان کشته شد. وردی‌خان برادرزن امیراعظم بود. یکی دیگر از کشته‌شدگان هم محمد درزی بود.
کهنسالان پروری می‌گویند؛ تنها دو رمه از گوسفندان که متعلق به طایفهٔ درزی بود، به غارت نرفت. این دو رمه دیرتر از بقیه و بعد از حملهٔ امیراعظم به ییلاق آمدند. دو اسب و چند گاو تازه زایمان کرده که گوساله‌های آن‌ها در پرور باقی مانده بودند، از بین راه برگشتند.
در مراتع وسیع و غنی پرور، رمه‌های فراوانی بودند و امیراعظم با بهانه‌ای بی‌اساس این رمه‌ها را به غارت برد. غارت رمه‌های پرور در مناسبات اقتصادی و فرهنگی منطقه تأثیر فراوانی گذاشت. یکی از دلایل تخلیهٔ پرور در سالیان بعد را باید در همین غارتگری جستجو کرد.
بعد از این غارتگری، کودکان در کوی و برزن می‌خواندند:
| بارین بئورین امیر اعظم       |  | امیر تن وچه بمیره |
| سلطون د بیتی با نه تا فرزند  |  | امیر تن وچه بمیره |
| صد تا گو بورده همه گوکه مار  |  | امیر تن وچه بمیره |
| طلا سماوارده بار هاکارده بار |  | امیر تن وچه بمیره |
| رمه مش بورده همه وره مار     |  | امیر تن وچه بمیره |
| ام بز و بِچّه بَورده            |  | امیر تن وچه بمیره |
| ام گو و گوگچه بَورده          |  | امیر تن وچه بمیره |

| Ava                               |  | negari                |
| Bārin baurin amire azem           |  | amir ten vačče bamire |
| Seltun de beyiti bā ne tā farzend |  | amir ten vačče bamire |
| Sadtā go baverdē hame guke mār    |  | amir ten vačče bamire |
| Telā semāvār de bār hākārdē bār   |  | amir ten vačče bamire |
| Rame mēš baverdē hame vare mār    |  | amir ten vačče bamire |
| Am bezo bečče baverdē             |  | amir ten vačče bamire |
| Am go o gukče baverdē             |  | amir ten vačče bamire |

| بروید به امیراعظم بگوید      |  | امیر بچه‌ات بمیرد  |
| سلطان را گرفتی با نه فرزندش  |  | امیر بچه‌ات بمیرد  |
| صد گاو بردی همه با گوساله    |  | امیر بچه‌ات بمیرد  |
| سماور طلا را بار ستوران کردی |  | امیر بچه‌ات بمیرد  |
| رمه‌های میش بردی همه با بره   |  | امیر بچه ات بمیرد |
| بز و بزغاله ما را بردی       |  | امیر بچه‌ات بمیرد  |
| گاو و گوساله ما را بردی      |  | امیر بچه‌ات بمیرد  |

این ترانه که در پرور به آن سوت (sot) می‌گویند بسیار شبیه ترانه ختلان می‌باشد که کودکان خراسان در هجو اسد بن عبدالله القسری پس از شکست وی از امیر ختلان در سال ۱۰۸هـ. در کوی و برزن می‌خواندند:
از ختلان آمذیه
بروتباه آمذیه
آوارباز آمذیه
خشک نزار آمذیه
جالب‌تر آن‌که ترانه ختلان مانند ترانه بالا و اکثر ترانه‌های پرور، هشت هجایی است.

## نگارخانه

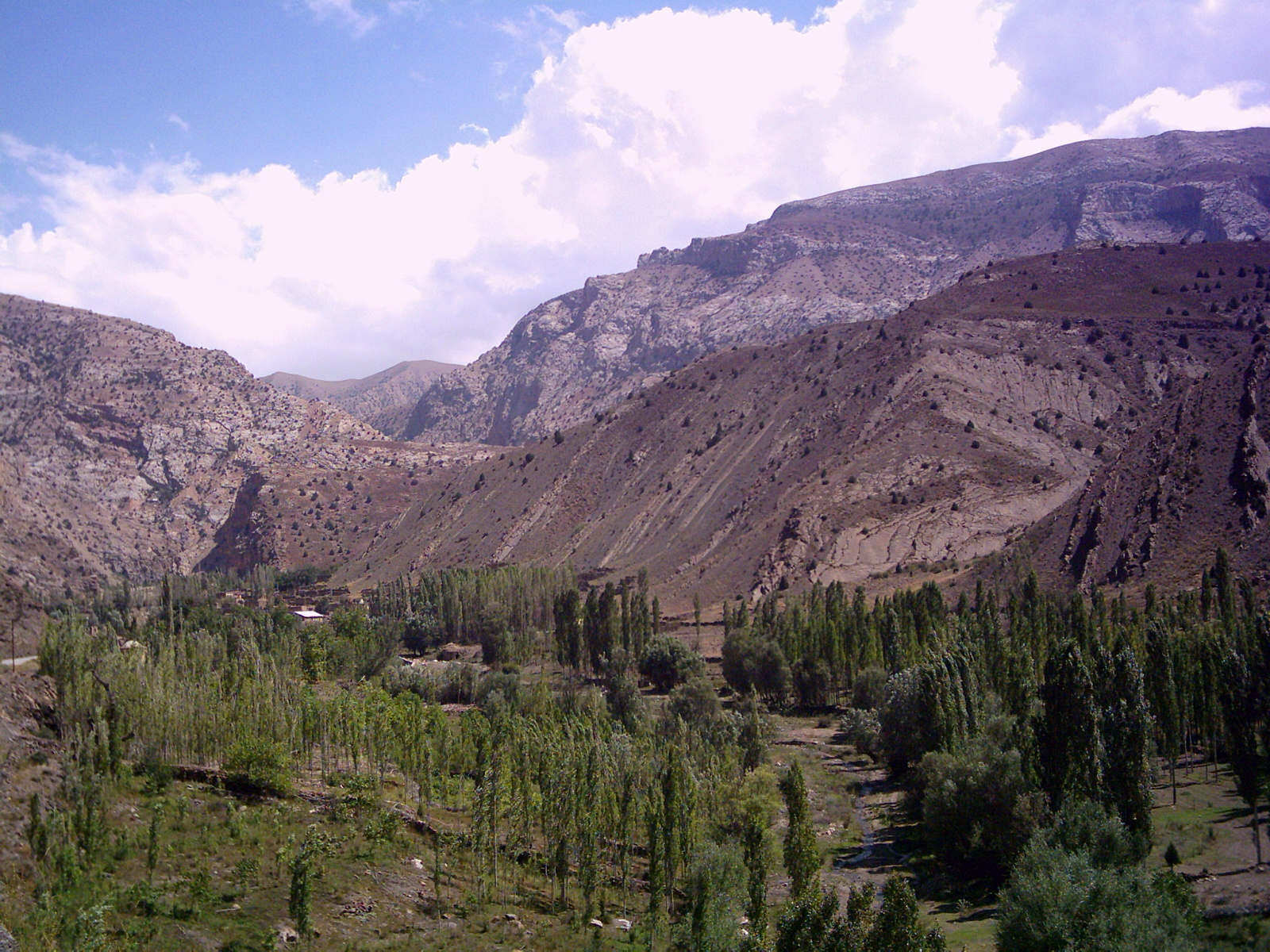
نمای پرور از سمت شمال خاوری
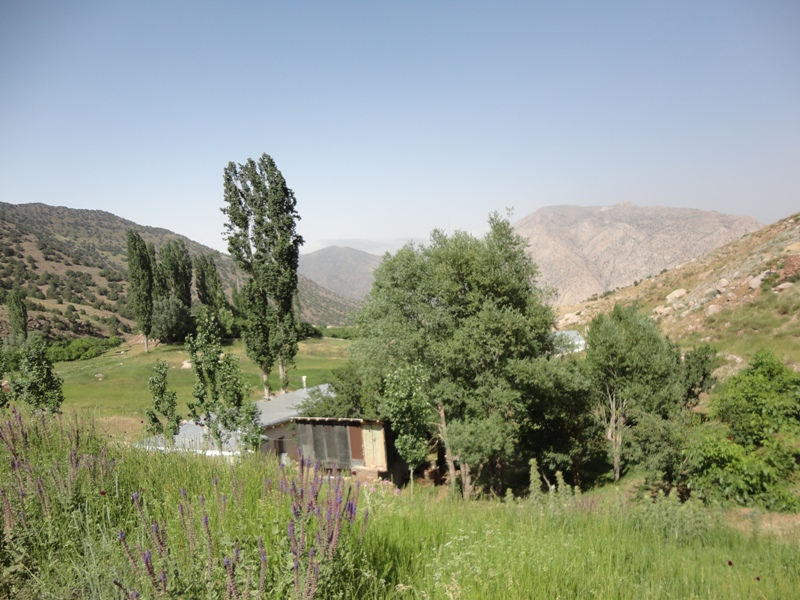
«مرکک» یکی از ییلاقات ۲۴ گانهٔ پرور
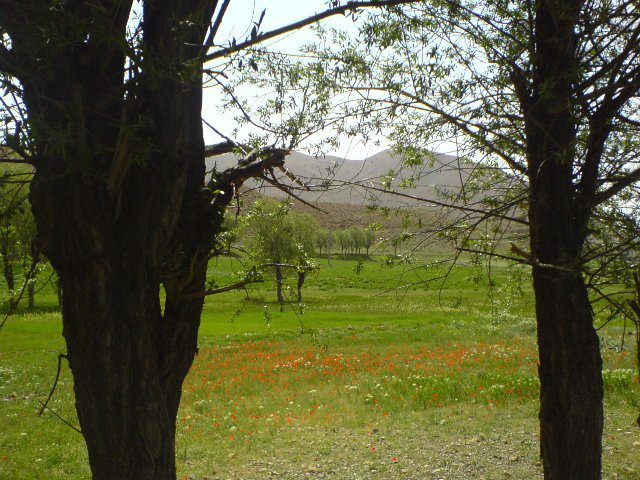
«خرند» یکی از ییلاقات ۲۴ گانهٔ پرور
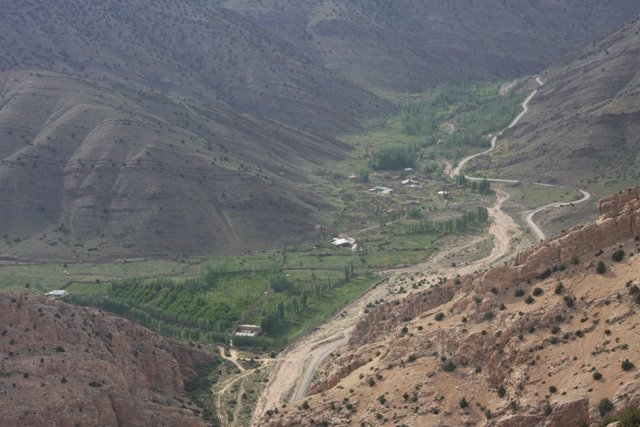
پرور